# Weißensee (jezioro w Austrii)
Weißensee – jezioro polodowcowe w austriackim kraju związkowym Karyntia. Leży w Alpach Gailtalskich, w Południowych Alpach Wapiennych. To największe jezioro w okolicy i główna atrakcja turystyczna tej części Alp.
Pomimo iż jezioro leży na wysokości 930 m, jego wody w lecie osiągają temperaturę do 24 °C. W zimie natomiast lustro zamarza całkowicie, umożliwiając jazdę na łyżwach. Na wschodnich brzegach jeziora leży gmina Stockenboi. Tutaj też wypływa Weißenbach, który łączy się później z Drawą.
Około 2/3 powierzchni jeziora jest obszarem chronionym i wodny transport motorowy jest zabroniony, z wyjątkiem transportu publicznego. Woda w jeziorze jest tak czysta, że można ją pić. Jezioro bogate jest w ryby, między innymi pstrągi, karpie i okonie. Na skutek gospodarki rybackiej z pierwotnie występujących w jeziorze ośmiu gatunków ryb zniknęły dwa, a wprowadzono dziewięć obcych. Z tego powodu stan ekologiczny ichtiofauny, a więc i całej jeziornej jednolitej części wód klasyfikowany jest jako słaby, mimo bardzo dobrego stanu fitoplanktonu i makrofitów.
W 1987 r. kręcono tu niektóre sceny do filmu W obliczu śmierci, w którym rolę Jamesa Bonda zagrał Timothy Dalton.